# Laphria auricincta
Laphria auricincta là một loài ruồi trong họ Asilidae. Laphria auricincta được Wulp miêu tả năm 1872. Loài này phân bố ở miền Ấn Độ - Mã Lai.